# Konrad Wolf
Konrad Wolf (Hechingen, 20 ottobre 1925 – Berlino, 7 marzo 1982) è stato un regista cinematografico e sceneggiatore tedesco.
Tra i suoi film si ricordano Der geteilte Himmel (1964), Goya - oder Der arge Weg der Erkenntnis (1971) e  Mama, ich lebe (1977).

## Biografia
Quando Hitler prese il potere nel 1933, la sua famiglia si trasferì a Mosca; qui entrò in contatto con l'ambiente del cinema sovietico, recitando a dieci anni in un film sui comunisti fuggiti dalla Germania nazista intitolato Kämpfer. A diciassette anni si arruolò nell'Armata Rossa e con le truppe sovietiche entrò a Berlino nel 1945, segnando la fine della dittatura hitleriana: raccontò poi questa sua esperienza nel film Ich war neunzehn (in italiano: "Avevo diciannove anni"), che diresse nel 1968.
Lasciò l'esercito nel 1948 per studiare presso la VGIK, deciso a diventare un regista. Decise poi di lasciare l'Unione Sovietica per lavorare nella Germania orientale, presso la DEFA (Deutsche Film-Aktiengesellschaft). Diventò presidente dell'Accademia delle Arti della RDT nel 1965, posto che ricoprì per tutto il resto della sua vita.

### Vita privata
Era figlio dello scrittore ebreo Friedrich Wolf e fratello dell'agente segreto della Repubblica Democratica Tedesca Markus Wolf. Era sposato con l'attrice Christel Bodenstein.

## Filmografia

### Regista
- Einmal ist keinmal (1955)
- Genesung (1956)
- Lissy (1957)
- Stelle (Sterne)[1] (1959)
- Leute mit Flügeln (1960)
- Professor Mamlock
- Der geteilte Himmel (1964)
- Der kleine Prinz – film tv (1966)
- Ich war neunzehn (1968)
- Goya - oder Der arge Weg der Erkenntnis (1971)
- Sonnensucher (1972)
- Der nackte Mann auf dem Sportplatz
- Mama, ich lebe (1977)
- Solo Sunny, co-regia di Wolfgang Kohlhaase (1980)

### Sceneggiatore
- Einmal ist keinmal, regia di Konrad Wolf (1955)
- Genesung, regia di Konrad Wolf (1956)
- Lissy, regia di Konrad Wolf (1957)
- Professor Mamlock
- Der geteilte Himmel, regia di Konrad Wolf (1964)
- Der kleine Prinz, regia di Konrad Wolf – Film tv (1966)
- Ich war neunzehn, regia di Konrad Wolf (1968)
- Goya - oder Der arge Weg der Erkenntnis, regia di Konrad Wolf (1971
- Mama, ich lebe, regia di Konrad Wolf (1977)